# ももくり

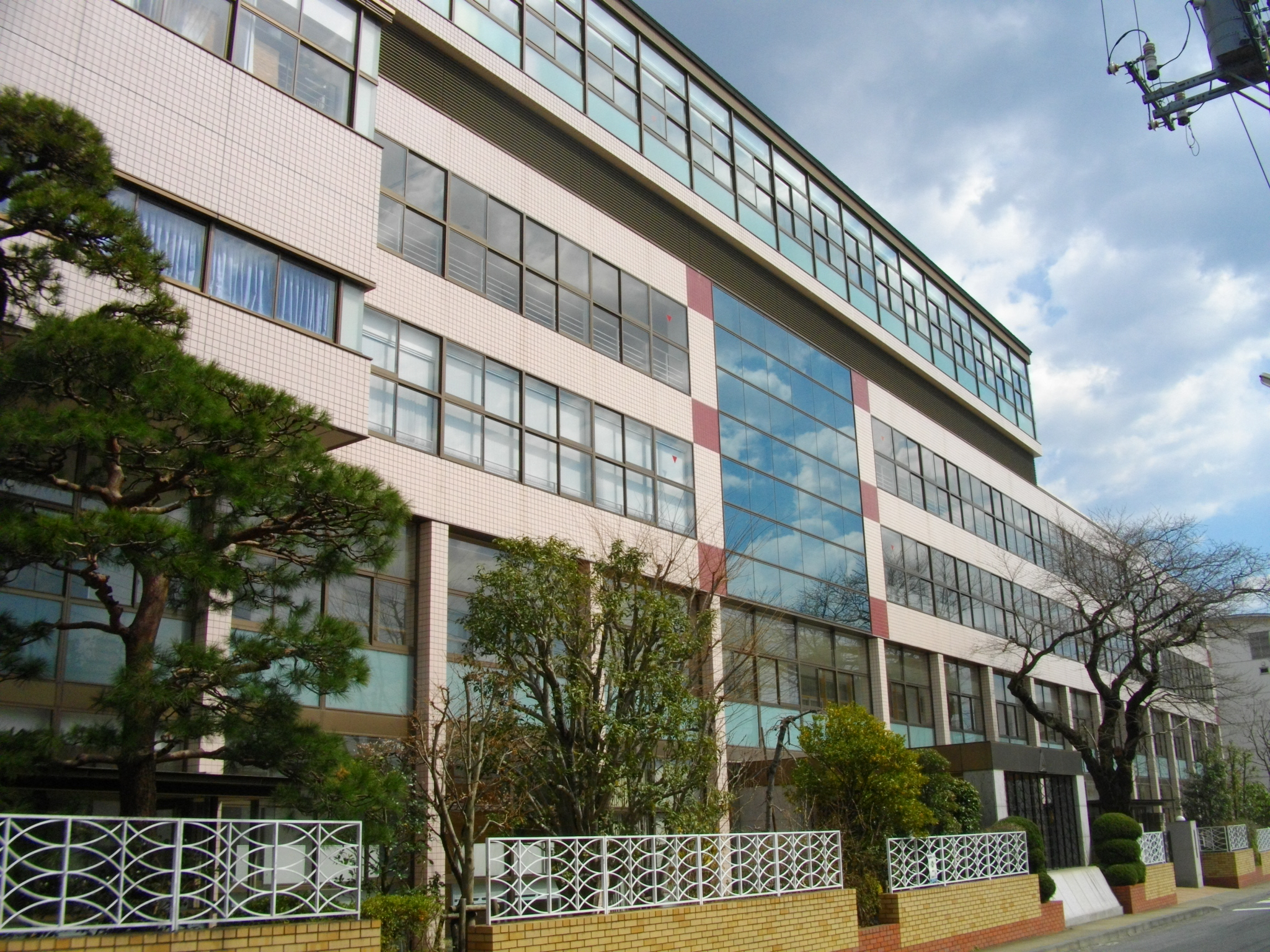
舞台となっている高校のモデル・常磐大学高等学校

『ももくり』は、くろせによる日本のラブコメ漫画。『comico』にて2014年1月10日から2016年12月29日まで連載されていた。comico公式作品で、2015年冬にアニメ化され、comico内で配信された。

## 概要
桃月心也（ももつき しんや）と栗原雪（くりはら ゆき）の間の恋愛関係を描く。副題は「桃月くんと栗原さんの一途で残念なゆるいラブコメ。」「大好きな人の事は全部知りたい！」、アニメでのキャッチコピーは「私の好き…『恋×』（「恋」にバツ印）『変』ですか？」である。
物語は桃月心也が自分の靴箱に入っていた手紙を見つけ、栗原雪からの告白を受けるところから始まり、この2人の愛が少しずつ成長していく姿が描かれている。
2014年1月10日より連載が始まり、同年9月19日にはcomicoとは別に単独アプリとして配信される。2015年9月12日には単行本第1巻が発売された。台湾、韓国、タイ、中国など海外での展開も見せた。
2016年11月3日に、同年12月末の更新で完結する旨が告知され、同年12月29日の配信を以て完結した。

## あらすじ
校庭を眺めているとき、ドッジボールをしている桃月を発見し、顔が可愛かったことで桃月に一目惚れしてしまった栗原は、桃月の写真を撮るべくストーカー行為をし、「（その桃月コレクションが）100枚になったら私告白してくる♥♥」という（謎の）願掛けをした。そしてついに告白に至り、桃月は自分のことを見てくれている人がいる事を嬉しく思い、二つ返事で告白を承認し2人の交際が始まる。

## 登場人物

### 主要人物
栗原 雪（くりはら ゆき）
声 - 加隈亜衣
本作の主人公。女子高校生（EP:01〜60は高2でA組、EP:61〜は高3。他の同級生も同じ）。のりかには「ユキ」、桃月の友人からは「くり先輩」「先輩」、桃月からは番外編2まで「栗原さん」、番外編3からは「ユキ」「ユキさん」と呼ばれる。6月15日生まれのふたご座。血液型はA型。身長は152cm。日課は、主に桃月のストーカー行為である。巨乳で犬みたいと形容されるほどゆるふわでかわいらしい。実際に興奮した時などは、犬の耳と尻尾が生えた描写がされる。桃月の使用済みストローや触った物などを集めたり、桃月の写真専用の「ももくんフォルダ」を作り、桃月の写真を撮りまくったりという行為をしている。自分でもそれが逮捕モノだということはわかっている様子。変態行為を自重しない割に一般的なラブコメにあるような行為は恥ずかしがってできないなどの独特のセンス・感性を持ち、桃月共々天然と思われている。その反面、中間テストでは学年で7位になるなど、成績は優秀。
桃月 心也（ももつき しんや）
声 - 岡本信彦
男子高校生（EP:01〜60は高1でC組、EP:61〜は高2。他の同級生も同じ）。「ももくん」と呼ばれることが多く、理人には「もも」、閑には「ももちゃん」、早柿には「桃月」と呼ばれる。6月20日生まれのふたご座。血液型はO型。身長は159cm。趣味は映画鑑賞、スニーカー・Tシャツ集め。好きな食べ物はエビフライ、甘いもの、嫌いな食べ物はピーマンとニンジン、苦いもの（コーヒーなど）辛いものである。背を伸ばしたかったため、高校に入学してからテニス部に所属していたが、一ヶ月でやめたらしい。中学校ではバスケ部だったが、何の効果もなかったという。クラスでは背の低い方なのでチビ扱いされると真っ赤になって怒る。髪の毛は、やや赤みがかった茶色のストレート。クラスメートなどから「可愛い」と言われるが、男なのでそれはやめてほしい所存。成績はあまり良くなく、勉強も好きではない。両親は共働きで、家にいないことが多い。女子力が高い。どうやら栗原に独占されたいという欲があるらしく、その嫉妬心は本人も気付いている模様。鈍感。
水山 のりか（みずやま のりか）
声 - 大空直美
身長161cm、高校2→3年生、12月7日生まれ、A型
趣味 - 音楽鑑賞、特技 - 絶対音感がある
本作のヒロインの1人。栗原のクラスメイト。栗原の変態行為にいつも毒の強い突っ込みを入れている。その一方で気が利く性格で栗原の純粋な想いを理解しており、二人の恋愛を見守っている。ピアノが得意で合唱祭では伴奏を担当した。観察力や勘がよく、柚姫たち3人の間に起こる亀裂を修復・改善するため理人・柚姫と相談を起こすなど積極的な一面もあり、「ももくりの鍵」とも称される。親はグランドピアノや別荘を所有しており、かなりのお嬢様のよう。
早柿 莉央（さかき りお）
声 - 前田玲奈
身長168cm、高校1→2年生、10月5日生まれ、AB型
趣味 - レシピをノートにまとめること、特技 - 残り物で一品作る
桃月のクラスメイトで成績優秀、運動神経抜群のテニス部所属の女子高生。
また、女子ながら高身長のイケメンであり、女子からの人気が高い。家は父子家庭であり、家事も得意と隙らしい隙がない。
かわいいものが大好きで桃月に（庇護対象として）好意を寄せている。そのため、当初、彼女でありながら変態行為を働く栗原を危険視していたが、話していくうちに彼女の思いを理解し今はよき友人になっている。
高身長かつ中性的な容姿で女の子らしい扱いをあまり受けていなかったが、内面はかなり乙女であり、自分より身長が低く、かわいい扱いをされる桃月に「かわいい」と言われたことをうれしく思っている。
島田 柚姫（しまだ ゆずき）
声 - 仲谷明香
身長147cm、高校1→2年生、3月16日生まれ、B型
趣味：食べること・寝ること 特技：甘えるのが上手い
桃月のクラスメイト。翔太とは従姉弟でべったりしている（いた）。また、常に何かを口にしている。
一人称は「ゆうちゃん」。これは、小学生のまま自分も周りも変わってほしくないという思いのため。なおEP:105で自身の「ゆうちゃん」呼びの卒業意向を早柿と育絵に示した。
宇佐美 育絵（うさみ いくえ）
声 - 竹下礼奈
身長165cm、高校1→2年生、1月13日生まれ、A型
趣味 - 買い物、特技 - 手芸
桃月のクラスメイト。一つ上に兄がいる。青い髪をポニーテールにしている。ピアスやネイルをしている。

#### 桃月家
心也の母
声と字のみ登場。職業は雑誌編集。
桃月 伊織（ももつき いおり）
心也の父。職業はカメラマン。心也に似て中性的な容姿をしている。

##### 桃月家の親類
春日井 梅千花 / チカ
心也の従弟。心也の父（伊織）の姉の息子にあたる。雑誌のキッズモデルとして活動しており、芸名は「チカ（Chika）」。EP124現在で小学3年生。容姿、服装等が女性的な、俗に言う男の娘。心也に対し独占欲があり、栗原を敵視していたが、そのうち和解した。

#### 栗原家
雪の母
声 - 大原さやか
元教諭。雪と似ており、犬の耳が生えた描写がある。

### 桃月の同級生
沢口 理人（さわぐち りひと）
声 - 山谷祥生
桃月のクラスメイト。かつ桃月とは幼馴染。「りひと」「沢口くん」と呼ばれることが多いが、柚姫にだけは小学生の頃、「りひとくん」の「ひ」をうまく発音できなかったため、「りとくん」と呼ばれていた。中学の時に付き合ってもいない異性を名前で呼ぶとほかの女子に嫌な事を言われるため、それ以降は「沢くん」と呼ばれている。
身長170cm、高校1→2年生、4月26日生まれ、AB型
5歳まで海外に住んでいたため、特技が英語の聞き取り。面倒見はいいが彼女はいない。家が病院で、親が医者である。バレンタインデーのチョコレートを靴箱に入れる行為を衛生的に不安だとしている。気遣い屋さんで意外と周りをよく見ている。名前の由来はドイツ語で「光」を意味する「Licht」。
翔太・柚姫とは腐れ縁だったが、EP:100で翔太が理人に自らが柚姫を好きだということを明かしたり、柚姫が理人に告白しかけたところを（翔太のために）断ったりと、三人の関係が変わりつつあるが、のりかの手回しなどにより関係は修復されつつある。
閑 翔太（しずか しょうた）
声 - 永塚拓馬
桃月と同学年の男子。かつ桃月とは幼馴染。
身長172cm、高校1→2年生、8月22日生まれ、O型
趣味 - 読書、特技 - 動物が好きで詳しい
忘れ物が多くぼんやりしているが、社交性が高いのですぐに誰とでも仲良くなれる。嘘をつくとき右耳を触る癖がある。柚姫のことが好き。
木村 花
桃月のクラスメイト。番外編3にて名前のみ登場。詳細は不明。

### 栗原の同級生
宇佐美 誠一郎（うさみ せいいちろう）
声 - 小野賢章
栗原のクラスメイト。あだ名はぴょん君。妹（育絵）に対し過保護であり、妹の情報をいつの間にか握っている。作者が「ぴょんとももの身長差は20cm以上あります」と語っており、身長は170cm以上である。
眼鏡を掛けており、外すとイケメンである。
山口 広大
声 - 天﨑滉平
栗原のクラスメイト。登場するたび風邪をひいている。

### その他
朝西 彗（あさにし すい）
高校1年生。栗原の近所に住んでおり、中3の時に1年間だけ雪の母の教える塾に通っていたらしく、彼女らとの面識はあるようである。
花緒 陽菜乃（はなお ひなの）
高校1年生。山ほどファンがいる早柿の大ファン（最早狂である）であり、去年の10月行われた音楽祭の仮装コンテストに吸血鬼に扮し出場した早柿の写真が欲しくて、栗原を学校の屋上に呼び出した。そして、その早柿の写真を撮影するべく新聞部に所属、今ではすっかり馴染んでいる。栗原が桃月のストーカーをしていることを知っている。髪は紫色。
吉川先生（よしかわ -）
栗原の言及にのみ登場。授業がいつも時間通りに終わらないらしい。
遠藤さん（えんどう-）
声 - 井ノ上奈々
新聞部部長。早柿狂。
沢口 慧眞（さわぐち えま）
声 - 内匠靖明
理人の兄（4歳上）。医大生。運転免許取得済み。彼女（みぃちゃん）と交際、破局、復縁を繰り返しており、弟・理人に「2年続いてるけど4回くらい別れてなかったか?」と言われている。
彼の吹き込みで桃月はいちごミルクを良く飲むようになった。
みぃちゃん（-）
慧眞の彼女。慧眞とは別の大学。

## 書誌情報
- くろせ（作）、『ももくり』アース・スター エンターテイメント〈Earth star comics〉、全8巻
  1. 2015年9月12日発売[9]、ISBN 978-4-8030-0773-2
  2. 2016年2月12日発売[10]、ISBN 978-4-8030-0862-3
  3. 2016年7月12日発売[11]、ISBN 978-4-8030-0928-6
  4. 2016年12月12日発売[12]、ISBN 978-4-8030-0974-3
  5. 2017年4月12日発売、ISBN 978-4-8030-1014-5
  6. 2017年6月12日発売、ISBN 978-4-8030-1040-4
  7. 2017年8月10日発売、ISBN 978-4-8030-1079-4
  8. 2017年9月12日発売、ISBN 978-4-8030-1080-0

## アニメ

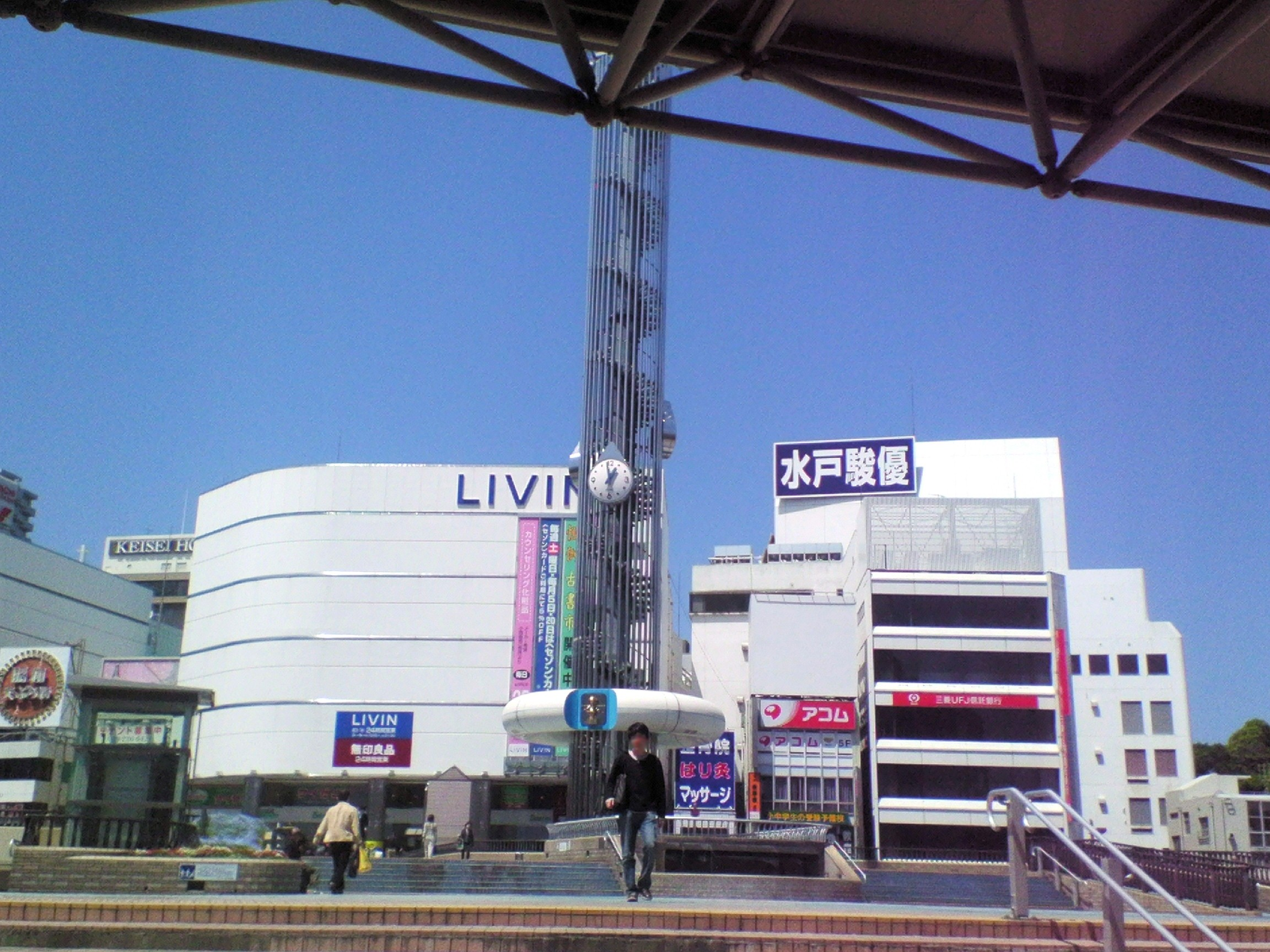
アニメのキービジュアルに描かれている水戸駅北口広場の時計塔

2015年12月24日よりcomicoアプリにて第1・2話を先行配信。その後、2016年2月4日に全話が「ももくりチャンネル」内で配信された（第1話 - 第3話は無料、第4話 - 第8話は前話の視聴から1週間後に2日間無料、第9話以降は有料だが、期間限定で1話分無料開放有）。「ももくりチャンネル」の公式オープンを記念して、『ももくりチャンネルオープン決定記念特番！アニメ「ももくり」を120%楽しむ方法』が2016年2月5日にニコニコ生放送、Ustreamにて配信され、加隈亜衣（栗原雪役）、岡本信彦（桃月心也役）、大空直美（水山のりか役）、前田玲奈（早柿莉央役）、山谷祥生（沢口理人役）、永塚拓馬（閑翔太役）らが出演した。
2016年7月からはTOKYO MX、BS11にてテレビ放送された。1回につき2話分放送される。テレビ放送を記念して、『「ももくり」TV放送直前特番〜この特番『変』ですか？〜』が2016年7月1日にニコニコ生放送にて配信され、加隈亜衣（栗原雪役）、大空直美（水山のりか役）、前田玲奈（早柿莉央役）、仲谷明香（島田柚姫役）、竹下礼奈（宇佐美育絵役）らが出演した。

### スタッフ
- 原作 - くろせ（comico）
- 監督・シリーズ構成・脚本 - 平池芳正
- 脚本 - 望月真里子、篠塚智子
- キャラクターデザイン・総作画監督 - 大島美和
- 美術設定・美術監督 - 田尻健一
- 美術設定 - 桑原悟（第9・10話）
- 色彩設計 - 鈴木依里
- 撮影監督 - 塩川智幸
- 編集 - 坪根健太郎
- 音響監督 - 本山哲
- 音楽 - TO-MAS SOUNDSIGHT FLUORESCENT FOREST（伊藤真澄、ミト、松井洋平）
- 音楽制作 - ランティス
- 音楽プロデューサー - 伊藤善之、佐藤純之介
- チーフプロデューサー - 吹田沙矢、湯川淳
- プロデューサー - 岩本昌子、杉本敏和、森田大二朗、吉江輝成、塩谷佳之、植木達也、橋田優花
- アニメーションプロデューサー - 金子文雄
- アニメーション制作 - サテライト
- 製作 - ももくり製作委員会（NHN comico、バンダイビジュアル、サテライト、ランティス、TOKYO MX、ブシロード、博報堂DYメディアパートナーズ）

### 主題歌
テーマソング「やわらかくって優しい時間」
作詞・作曲 - 松井洋平 / 編曲 - AstroNoteS / 歌 - 栗原雪（加隈亜衣）
テレビアニメオープニングテーマ「大好きだよ大好きだよ 生まれてきてありがとう」
作詞・作曲・編曲 - 前山田健一 / 歌 - 栗原雪（加隈亜衣）・桃月心也（岡本信彦）
第25・26話放送回ではエンディングテーマとして使用。
テレビアニメエンディングテーマ「ETERNALエクスプローラー」
作詞 - 結城アイラ / 作曲・編曲 - Kon-K / 歌 - Mia REGINA
第25・26話放送回では未使用。

### 各話リスト
| 話数   | サブタイトル               | 脚本       | 絵コンテ   | 演出       | 作画監督             | 原作                  | ももくりチャンネル 配信日 | TV放送日     |
| ------ | -------------------------- | ---------- | ---------- | ---------- | -------------------- | --------------------- | ------------------------- | ------------ |
| 第1話  | 告白…ももくんと栗原さん    | 平池芳正   | 平池芳正   | 高島大輔   | 古澤貴文             | EP:01、EP:02、番外編1 | 2015年12月24日            | 2016年7月1日 |
| 第2話  | 衣替えの季節に             | 平池芳正   | 平池芳正   | 高島大輔   | 古澤貴文             | EP:03、EP:04          | 2016年1月7日              | 2016年7月1日 |
| 第3話  | はじめてのデート?!         | 平池芳正   | 平池芳正   | 大野和寿   | 小倉恭平             | EP:05、EP:06          | 2月4日                    | 7月8日       |
| 第4話  | 勉強会                     | 平池芳正   | 平池芳正   | 大野和寿   | 小倉恭平             | EP:07、EP:08          | 2月4日                    | 7月8日       |
| 第5話  | 莉央、私の守りたい桃月!!   | 平池芳正   | 冨永恒雄   | 岩月甚     | 松本文男             | EP:09、EP:10          | 2月4日                    | 7月15日      |
| 第6話  | ももコレ200枚☆             | 平池芳正   | 羽多野浩平 | 岩月甚     | 松本文男             | EP:11、EP:12、EP:13   | 2月4日                    | 7月15日      |
| 第7話  | はじめてのキモチ…          | 平池芳正   | 島津裕行   | 島崎奈々子 | 松本文男             | 番外編2、EP:14、EP:15 | 2月4日                    | 7月22日      |
| 第8話  | 莉央と栗原、急接近!?       | 平池芳正   | 島津裕行   | 島崎奈々子 | 松本文男             | EP:16、EP:17          | 2月4日                    | 7月22日      |
| 第9話  | BBQ                        | 望月真里子 | 工藤進     | 羽多野浩平 | 都築結佳子           | EP:18、EP:19          | 2月4日                    | 7月29日      |
| 第10話 | 従兄妹と、水着と           | 望月真里子 | 工藤進     | 羽多野浩平 | 都築結佳子           | EP:20、EP:21          | 2月4日                    | 7月29日      |
| 第11話 | 夏祭り♪                    | 篠塚智子   | 冨永恒雄   | 高島大輔   | 古澤貴文             | EP:22                 | 2月4日                    | 8月5日       |
| 第12話 | 迷子にて                   | 篠塚智子   | 和田純一   | 高島大輔   | 古澤貴文             | EP:23、EP:24          | 2月4日                    | 8月5日       |
| 第13話 | ももくんの憂鬱、風邪の日に | 篠塚智子   | 島津裕行   | 大野和寿   | 松本文男             | EP:25、EP:26          | 2月4日                    | 8月12日      |
| 第14話 | 心也と雪                   | 篠塚智子   | 島津裕行   | 大野和寿   | 松本文男             | EP:26、EP:27、番外編3 | 2月4日                    | 8月12日      |
| 第15話 | ビーチボールパニック       | 望月真里子 | 鎌倉由実   | 岩月甚     | 小倉恭平             | EP:28、EP:29          | 2月4日                    | 8月19日      |
| 第16話 | ぐるぐる栗原さん           | 望月真里子 | 鎌倉由実   | 岩月甚     | 小倉恭平             | EP:30、EP:31          | 2月4日                    | 8月19日      |
| 第17話 | 家庭の事情だす！           | 篠塚智子   | 島崎奈々子 | 島崎奈々子 | Heo Gi Dong          | EP:32、EP:33、EP:34   | 2月4日                    | 8月26日      |
| 第18話 | 遊園地デート               | 篠塚智子   | 島崎奈々子 | 島崎奈々子 | 松本文男             | EP:34、EP:35、EP:37   | 2月4日                    | 8月26日      |
| 第19話 | 合唱祭                     | 望月真里子 | 工藤進     | 羽多野浩平 | 古澤貴文             | EP:40、EP:38          | 2月4日                    | 9月2日       |
| 第20話 | お菓子の代わりに…          | 望月真里子 | 工藤進     | 羽多野浩平 | 古澤貴文             | EP:39、EP:40          | 2月4日                    | 9月2日       |
| 第21話 | HANAくま                   | 望月真里子 | 島津裕行   | 大野和寿   | Heo Gi Dong 松本文男 | EP:41、EP:42          | 2月4日                    | 9月9日       |
| 第22話 | タルタルオムライスの秘密   | 望月真里子 | 島津裕行   | 大野和寿   | 松本文男             | EP:43、EP:44          | 2月4日                    | 9月9日       |
| 第23話 | waku!waku!クリスマス       | 篠塚智子   | 工藤進     | 岩月甚     | 小倉恭平             | EP:45、EP:46          | 2月4日                    | 9月16日      |
| 第24話 | 風邪の日に-part2-          | 篠塚智子   | 工藤進     | 岩月甚     | 小倉恭平             | EP:47、EP:48          | 2月4日                    | 9月16日      |
| 第25話 | 温泉旅行                   | 平池芳正   | 平池芳正   | 高島大輔   | 松本文男 Heo Gi Dong | EP:49、EP:50、EP:51   | 2月4日                    | 9月23日      |
| 第26話 | ふたりのキモチ             | 平池芳正   | 平池芳正   | 高島大輔   | 古澤貴文             | EP:52、EP:53、EP:54   | 2月4日                    | 9月23日      |

### 配信元
| 配信期間                      | 配信時間        | 配信サイト | 備考 |
| ----------------------------- | --------------- | ---------- | --- |
| 2015年12月24日 - 2016年2月4日 | 木曜 23:00 更新 | comico     | 第1、2話はアプリ内で先行配信 第3話以降は『ももくりチャンネル』内で配信 2016年7月以降は最新話のみ48時間限定で無料開放 |

### テレビ放送
| 放送期間               | 放送時間                     | 放送局   | 対象地域 | 備考                  |
| ---------------------- | ---------------------------- | -------- | -------- | --------------------- |
| 2016年7月1日 - 9月23日 | 金曜 22:30 - 23:00           | TOKYO MX | 東京都   | 製作委員会参加        |
| 2016年7月2日 - 9月24日 | 土曜 0:30 - 1:00（金曜深夜） | BS11     | 日本全域 | BS放送 / 『ANIME+』枠 |

### 映像ソフト
Blu-ray BOX（BCXA-1160）とDVD BOX（BCBA-4796）がそれぞれ2016年8月26日に発売された。なおレンタル用DVD（単巻）も同日から順次リリースされる。

### Webラジオ
ももくりラジオ 雪とのりかの放課後トーク
comicoアプリ内で2015年12月24日から先行配信された。第1、2回はcomicoアプリ内で先行配信され、第3回以降はももくりチャンネルにて公開された。第3回以降は毎週木曜日に2回ずつ配信され、2016年4月21日に最終回となった。栗原雪役の加隈亜衣と水山のりか役の大空直美がパーソナリティーを務める。また、Webラジオは完全無料となっている。
- ゲスト
  - 第1、2回（2015年12月24日、2016年1月7日） 岡本信彦（桃月心也 役）
  - 第5、6回（2016年2月11日） 前田玲奈（早柿莉央 役）
  - 第9、10回（2016年2月25日） 内匠靖明（沢口慧眞 役）
  - 第11、12回（2016年3月3日） 竹下礼奈（宇佐美育絵 役）
  - 第13、14回（2016年3月10日） 永塚拓馬（閑翔太 役）
  - 第15、16回（2016年3月17日） 仲谷明香（島田柚姫 役）
  - 第17、18回（2016年3月24日） 岡本信彦（桃月心也 役）
  - 第19、20回（2016年3月31日） 前田玲奈（早柿莉央 役）
  - 第21、22回（2016年4月7日） 永塚拓馬（閑翔太 役）
  - 第23、24回（2016年4月14日） 平池芳正（監督）

ももくりラジオ 〜私たちのラジオ「変」ですか？〜
テレビアニメの放送開始に伴い、2016年7月1日から9月30日までHiBiKi Radio Stationにて配信された。毎週金曜日更新。パーソナリティは、加隈亜衣と大空直美。
- ゲスト
  - 第4、5回（2016年7月22、29日） 内匠靖明（沢口慧眞 役）
  - 第6、7回（2016年8月5、12日） 前田玲奈（早柿莉央 役）
  - 第8、9回（2016年8月19、26日） 永塚拓馬（閑翔太 役）
  - 第10、11回（2016年9月2、9日） 仲谷明香（島田柚姫 役）
  - 第13回（2016年9月23日） 竹下礼奈（宇佐美育絵 役）
  - 第14回（2016年9月30日）山谷祥生（沢口理人 役）

## 海外での展開
中国語（繁体字・台湾）
2014年6月27日から2017年2月2日まで、台湾版comicoで『小桃小栗 Love Love物語』が連載されていた。
朝鮮語
2014年10月9日から2017年6月9日まで、韓国版comicoで『모모쿠리』が連載されていた。
タイ語
2015年4月23日より、タイ版comicoで『โมโมะคุริ』が連載されている。
英語
2015年12月21日より、Crunchyrollに『momokuri』が掲載されている。なお、単行本毎の掲載である。
中国語（簡体字）
2016年3月17日より、中国版comicoで『小桃小栗 Love Love物语』が連載されていた。だが、2017年2月20日のサービス停止に伴い、連載も終了した。

## 備考
- 本作には黒は使われておらず、線などは「濃茶」や「濃灰」である。作者のこだわりだという。単行本でも再現されている。
- アニメ版では茨城県水戸市が舞台となっている。学校は常磐大学高等学校がモデルとなっており、エンドロールに「取材協力 常磐大学高等学校」の表記がある。公式サイトのキービジュアルでは水戸駅（JR東日本常磐線・水戸線・水郡線）北口広場、劇中では水戸芸術館のタワーなど、水戸市内の風景が随所に描かれている。